# Districtus Austriae Controllatus
Districtus Austriae Controllatus, DAC, är en österrikisk kvalitetsbeteckning för regionstypiska viner av "appellationstyp". Regelverket för DAC infördes 2002, och successivt fler DAC-beteckningar har införts. 2012 var antalet uppe i åtta DAC, i och med att Neusiedlersee DAC tillkom. Flertalet DAC har också möjlighet att sätta ut beteckningen "Reserve", om något högre krav uppfylls.
Följande DAC-beteckningar har definierats, med första årgång som de kunnat tillämpas på inom parentes:
- Weinviertel DAC, 2003 (2002)
- Mittelburgenland DAC, 2006 (2005)
- Traisental DAC, 2006 (2006)
- Kremstal DAC, 2007 (2006)
- Kamptal DAC, 2008 (2008)
- Leithaberg DAC, 2009 (2008)
- Eisenberg DAC, 2010 (2008)
- Neusiedlersee DAC, 2012 (2010)